# Aholanjärvi
Aholanjärvi är en sjö i Finland.   Den ligger i landskapet Norra Österbotten, i den centrala delen av landet, 400 km norr om huvudstaden Helsingfors. I omgivningarna runt Aholanjärvi växer i huvudsak blandskog.